# André Wohllebe
André Gerhard Wohllebe (Berlín Oriental, RDA, 9 de enero de 1962-Berlín, Alemania, 29 de diciembre de 2014) fue un deportista alemán que compitió en piragüismo en la modalidad de aguas tranquilas. Hasta 1990 representó a Alemania Oriental (RDA).
Participó en dos Juegos Olímpicos de Verano en los años 1988 y 1992, obteniendo un total de tres medallas, dos de bronce en Seúl 1988 y una de oro en Barcelona 1992. Ganó diecisiete medallas en el Campeonato Mundial de Piragüismo entre los años 1981 y 1995.

## Palmarés internacional
| Representando a la RDA   |                           |                   |             |
| Juegos Olímpicos         |                           |                   |             |
| Año                      | Lugar                     | Medalla           | Evento      |
| 1988                     | Seúl (Corea del Sur)      | Medalla de bronce | K1 1000 m   |
| 1988                     | Seúl (Corea del Sur)      | Medalla de bronce | K4 1000 m   |
| Campeonato Mundial       |                           |                   |             |
| Año                      | Lugar                     | Medalla           | Evento      |
| 1981                     | Nottingham (Reino Unido)  | Medalla de bronce | K4 500 m    |
| 1983                     | Tampere (Finlandia)       | Medalla de oro    | K2 500 m    |
| 1983                     | Tampere (Finlandia)       | Medalla de oro    | K2 1000 m   |
| 1985                     | Malinas (Bélgica)         | Medalla de oro    | K4 500 m    |
| 1986                     | Montreal (Canadá)         | Medalla de plata  | K2 1000 m   |
| 1986                     | Montreal (Canadá)         | Medalla de oro    | K4 500 m    |
| 1989                     | Plovdiv (Bulgaria)        | Medalla de bronce | K4 1000 m   |
| 1990                     | Poznań (Polonia)          | Medalla de plata  | K4 500 m    |
| 1990                     | Poznań (Polonia)          | Medalla de bronce | K4 1000 m   |
| Representando a Alemania |                           |                   |             |
| Juegos Olímpicos         |                           |                   |             |
| Año                      | Lugar                     | Medalla           | Evento      |
| 1992                     | Barcelona (España)        | Medalla de oro    | K4 1000 m   |
| Campeonato Mundial       |                           |                   |             |
| Año                      | Lugar                     | Medalla           | Evento      |
| 1991                     | París (Francia)           | Medalla de oro    | K4 500 m    |
| 1991                     | París (Francia)           | Medalla de plata  | K4 1000 m   |
| 1991                     | París (Francia)           | Medalla de oro    | K4 10 000 m |
| 1993                     | Copenhague (Dinamarca)    | Medalla de plata  | K4 500 m    |
| 1993                     | Copenhague (Dinamarca)    | Medalla de oro    | K4 1000 m   |
| 1993                     | Copenhague (Dinamarca)    | Medalla de oro    | K4 10 000 m |
| 1994                     | Ciudad de México (México) | Medalla de bronce | K4 1000 m   |
| 1995                     | Duisburgo (Alemania)      | Medalla de bronce | K4 200 m    |